# Verbesina oncophora
Verbesina oncophora là một loài thực vật có hoa trong họ Cúc. Loài này được B.L.Rob. & Seaton miêu tả khoa học đầu tiên năm 1893.